# 원고지 위의 마왕
《원고지 위의 마왕》은 대한민국의 작가 최지인이 쓰고, Jjone이 삽화를 담당한 라이트 노벨이다. 시드노벨에서 출판되어 2012년 9월 총 8권으로 완결되었다.

## 개요
각종 라이트 노벨 평론 등을 투고하던 작가 최지인의 라이트 노벨 데뷔작으로, '원고지 위의 잔잔한 감동 판타지'를 표어로 근대 사회를 도입한 판타지 세계관에서 일어나는 마왕과 소녀 작가의 이야기를 그리고 있다. 작가 본인의 평론과 번역 활동 경험과 감상을 바탕으로 장르 문학 작가와 그 지망생들에게 하는 충고가 직접적으로 드러나 있다.
발매 후 각종 인터넷 서점의 라이트 노벨 판매량 순위에 오르는 등의 호조를 보이고 있다.

## 스토리
800년 만에 부활한 '흑색의 마왕', 가인 레비나스 헤트라슈바이켈. 하지만 인간의 과다한 마나 낭비로 이미 대기중의 마나가 고갈되어 어렵게 구축한 가인의 가상육체는 곧바로 사라질 위기에 처한다. 가인은 에리스 슈라이엔트라는 소녀를 만나게 되고, 소녀는 전 세계를 뒤흔들었던 천재 작가였다. 가인은 카토르바슈 신성학원에서 슬럼프에 빠진 에리스의 작품 집필을 돕게 되고, 에리스 역시 가인의 가상육체를 유지하기 위한 방법을 찾게 된다. 동시에 다가오는 마나의 한계와 마감일, 하지만 에리스는 아직도 '자신의 작품에 대한 벽'에 부딪히고 있었다.

## 등장인물
가인 레비나스
세계력 778년생. 1021세. 암흑(고대마법 기준) 속성.
세계력 998년경, '흑색의 마왕'으로 불리며 대륙의 9할을 공포정치로 지배하던 사상 최강의 마왕. '광휘의 용사' 아스트레인에게 쓰러진 후 800년 동안 마나를 응축하며 재기를 기다리고 있었다. 그러나 대기 중 마나 고갈 사태로 인해 소멸 위기에 처하고, 에리스 슈라이엔트와 만나게 되어 서로 돕기로 약속한다.
최고위의 마도사 '마왕'이기 때문에 방대한 마법 지식과 마법능력을 갖추고 있지만, 마나 고갈로 인해 현재는 어떤 힘도 사용할 수 없다.
'헤트라슈바이켈(나의 모든 생명은 한 명의 소녀를 위하여)'은 마왕명. '유스트제라위겐(나의 힘은 그 어떤 사람도 상처입히는 일 없이)'은 마법명. 마법사였을 때는 '광휘의 마도사'로 불렸다.
에리스 슈라이엔트(Eris Schreient)
세계력 1782년 2월 2일생. 17세. 카토르바슈 신성학원 5학년. 백색(부여마법) 속성.
'세레스 에레오르'라는 필명으로 쓴 '랑그라시아나의 밤'이 폭발적인 인기를 끌며 천재 작가가 된 소녀. 그러나, 이후 발간한 책들이 계속해서 인기가 떨어지며 위기에 빠져 있다.
마장지가 아닌 평범한 종이에 평범한 펜으로 쓴 글자에도 마력이 담기는 특이체질.
나나카 무스타인(Nanaca Mustaine)
17세. 카토르바슈 신성학원 5학년. 청색(질풍마법) 속성.
에리스의 룸메이트이자 절친한 친구. 마왕에 관련된 것이라면 사족을 못 쓰는 마왕 매니아. 부활한 마왕 헤트라슈바이켈의 부하 1호로 낙점되었다.
레이리아 까르띠에르(Leiria Cartier)
세계력 1781년 5월 23일생. 18세. 카토르바슈 신성학원 6학년. 흑색(소멸마법)과 백색(부여마법) 속성.
카토르바슈 신성학원의 학생회 '3인위원회'의 회장으로 호칭은 '흑수정(黑水晶)'. 학업에 관심없는 에리스를 괴롭히는 천적 같은 존재. 올바르게 앞으로 나아가는 것만을 추구하는, 흔들리지 않고 타인을 지키는 소녀.
세피아 라이네스(Sepia Raines)
18세. 카토르바슈 신성학원 6학년. 황색(결계마법) 속성.
'3인위원회'의 부회장으로 호칭은 '황옥(黃玉)'. 미소년 같은 외모와 친절한 성격으로 후배들에게 인기가 많다. 다른 사람을 특이한 애칭으로 부른다.
로자리 하우트마엔(Logari Hautmaen)
19세. 카토르바슈 신성학원 6학년. 적색(화염마법) 속성.
'3인위원회'의 서기로 호칭은 '홍옥수(紅玉髓)'. 온화한 성격이지만 내면은 레이리아 이상으로 무섭다.
시즈 쿠라노(Sig Kurano)
18세. 카토르바슈 신성학원 6학년. 흑색(빙결마법) 속성.
도서위원. 항상 도서관에서 책을 읽거나 잠을 자고 있다. 무표정과 한 템포 느린 말투, 괴상망측한 언동으로 가인과 에리스를 난감하게 만든다.
세실 애스톤(Cecil Aston)
19세. 카토르바슈 신성학원 6학년. 황색(대지마법) 속성.
에리스의 담당 편집자. 아버지는 에리스의 처녀작을 출판한 애스톤 출판사의 편집장. 편집자로서의 안목은 탁월한 편이지만 어벙한 성격 때문에 문제를 명확하게 짚어주지는 못한다.
가인을 마왕오빠라고 부르고 있다.
알렌 드라크
제국의 추리소설계를 이끄는 거물 소설가. 신흥 장르인 추리소설의 발전을 위해 진력하고 있다. 이런 진지한 창작 태도는 에리스가 존경하고 있다.
세라프 몰트 엘 크레이프
대륙 전체를 지배하고 있는 '천(天)의 여왕', 세계유일황제. 11세의 나이에 크레이프 왕국의 여왕에 오른 후, 루시엥 미랑트르를 등용하여 함께 대륙을 통일한 성군. 밝고 부드러운 성품으로 국민들의 사랑을 받으며, 한편으로는 냉혹하고 실리적인 선택으로 정복 군주로서의 강력한 정치력을 발휘한 희대의 제왕.
루시엥 미랑트르
제국의 재상. 기사로서도 마법사로서도 뛰어난 천재 전략가로, 은거중 어린 여왕의 설득에 감복해 여왕을 모시며, 세계정복의 원대한 꿈을 실현시킨 명재상.
작중에서 알렌의 공격때문에 레이리아와 세피아, 로자리에게 마장지를 건내줘서 싸우게 함.

## 세계관과 용어
현재의 세계
마왕 헤트라슈바이켈 시대 이후 700년, 대륙은 수많은 국가가 전쟁을 벌이는 전국시대에 돌입한다. 이 혼란은 '천(天)의 여왕' 세라프 몰트 엘 크레이프의 등장과 함께 종식한다. 세계 유일의 황제가 된 세라프 몰트 엘 크레이프는 대륙 전체에 '마법금지정책'을 공표하게 된다.
근대 소설
한편, 문화의 시대가 된 현재에 염가판의 도서가 등장하고 서민들이 많은 책을 접하게 되면서 근대 소설의 시대가 열린다. '세레스 에레오르'라는 필명으로 쓴 '랑그라시아나의 밤'은 100만 부에 육박하는 판매 부수를 기록하는 큰 인기를 얻거나, 많은 양산형 문학이 등장하기도 한다. 본 작에서 서술되고 있는 근대 소설의 상황은 대한민국과 일본의 장르 문학의 현재 상황을 비유하고 있다.
마장지
대기 중의 마나가 고갈된 현재에 마법을 사용할 수 있는 수단으로, 이 종이에 마법식을 적어 마법을 사용할 수 있다. 마법금지정책으로 그 제조는 강력하게 규제되고 있다.
카토르바슈 신성학원
원래는 세계 최고의 공성 마법사를 양성하는 최대의 마법학원이었지만, 마법금지정책으로 신성학원이 되어 수녀 양성 학원이 되었다. 이 때문에 많은 학생들이 떠나게 되고, 본 작의 주요 등장인물들과 같이 일부 학생만 잔류해 있다.

## 단행본 목록
1. 《원고지 위의 마왕》, 2010-05-01, ISBN 978-89-267-8038-1
2. 《원고지 위의 마왕 2 -소녀는 주인공이 되지 못한다-》, 2010-09-01, ISBN 978-89-267-8044-2
3. 《원고지 위의 마왕 3 -사랑이라는 이름의 꿈을 꾸는 소녀-》, 2011-01-01, ISBN 978-89-267-8059-6
4. 《원고지 위의 마왕 4 -그 소중한 감정의 이름을 알고 있다-》, 2011-05-01, ISBN 978-89-267-8073-2
5. 《원고지 위의 마왕 5 -나는 이제 그 누구를 위해서도 웃지 않는다-》, 2011-09-01, ISBN 978-89-267-8086-2
6. 《원고지 위의 마왕 6 -고백(告白)-》, 2012-01-01, ISBN 978-89-267-8113-5
7. 《원고지 위의 마왕 7 -자신의 이야기를 만들기 위해-》, 2012-05-01, ISBN 978-89-267-8133-3
8. 《원고지 위의 마왕 8 -그리고, 이야기는──-》, 2012-09-01, ISBN 978-89-267-8160-9

## 같이 보기
- 최지인